# النصوص الأوغاريتية

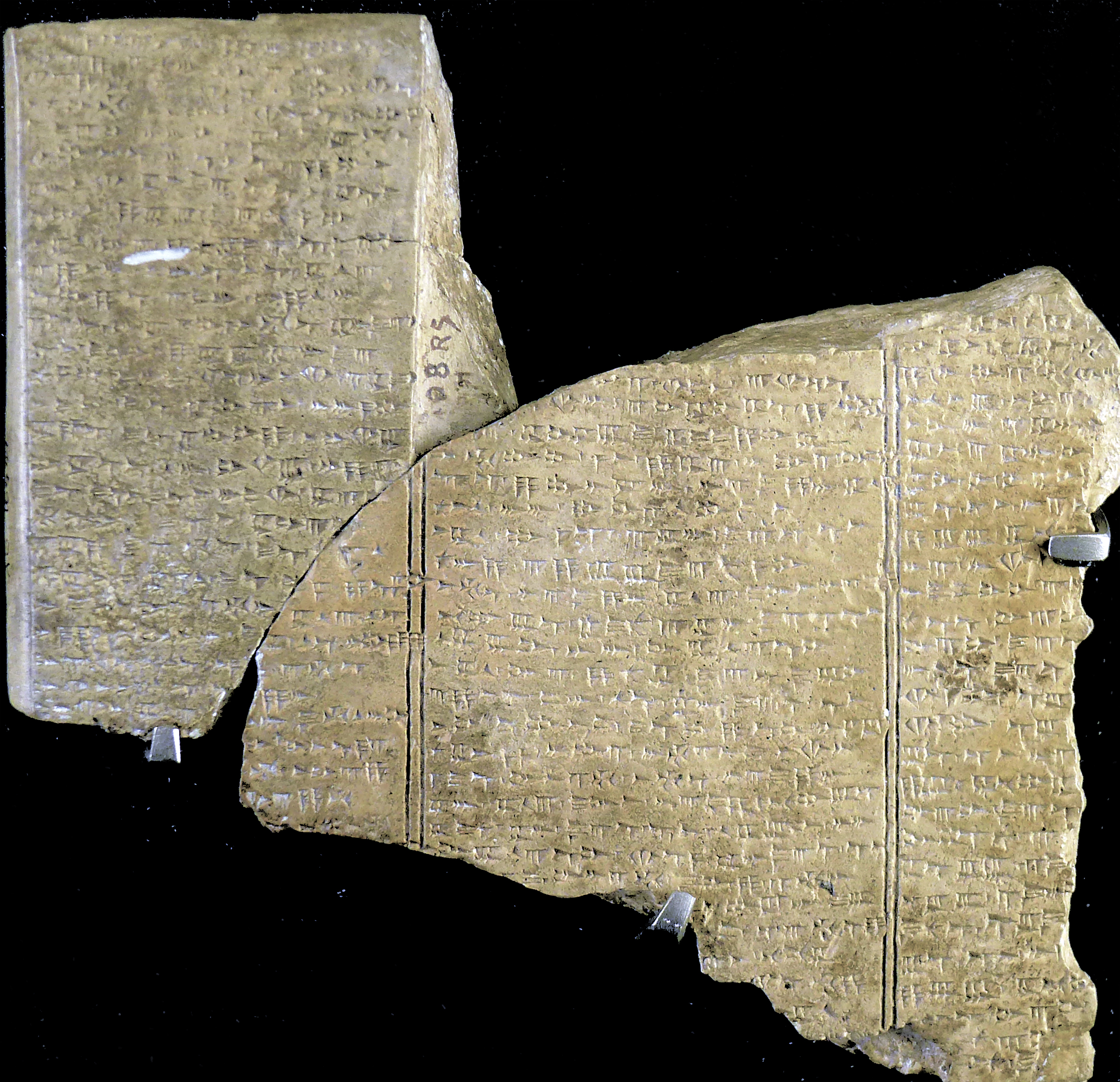
دورة بعل ، أشهر النصوص الأوغاريتية ، المعروضة في متحف اللوفر

النصوص الأوغاريتية هي مجموعة من النصوص المسمارية القديمة المكتشفة منذ عام 1928 في أوغاريت (رأس شمرا) ورأس ابن هاني في سورية، وكتبت باللغة الأوغاريتية، وهي لغة سامية شمالية غربية  لم يعرف بوجودها قبل العثور على هذه النصوص. تم العثور على ما يقرب من 1500 نص ومقطع حتى الآن. تمت كتابة النصوص في القرنين الثالث عشر والثاني عشر قبل الميلاد.
أشهر نصوص أوغاريت هي حوالي خمسين قصيدة ملحمية. النصوص الأدبية الرئيسية الثلاثة هي دورة البعل، وأسطورة كيريت، وحكاية آخات. تشمل النصوص الأخرى 150 لوحًا تصف العبادات في أوغاريت وطقوسها، و 100 مراسلة، وعدد قليل جداّ من النصوص القانونية ( تعتبر الأكادية لغة القانون في تلك الحقبة)، ومئات النصوص الإدارية و الاقتصادية.
من ضمن النصوص التي تم العثور عليها لوحة تعد الأقدم من نوعها تحتوي على أول أبجدية صوتية مكتوبة بالخط المسماري بنفس ترتيب الأحرف الفينيقية ونفس أسماء الحروف.
عثر أيضاً في نفس المكان على ألواح مكتوبة بالمسمارية ولكن بلغات أخرى (السومرية، الحرانية، والأكادية)، وكذلك المصرية  القديمة واللوية.

## الاكتشافات

### الاكتشاف الأولي
أثناء أعمال التنقيب في مدينة أوغاريت، التي عُثر عليها بالصدفة في عام 1928-1929 في رأس شمرا، سورية، تم العثور على عدد من الألواح الطينية المسمارية. تعود جميعها إلى المرحلة الأخيرة من أوغاريت حوالي 1200 قبل الميلاد.  لم تعرف اللغة التي كانت مكتوبة على الألواح عندما عثر عليها، إلا أنها كانت مكتوبة مكتوبة بلغة سامية شمالية غربية عُرِفت فيما بعد بأنها اللغة الأوغاريتية.
تم العثور على الألواح في مكتبة القصر، ومكتبة المعبد مكتبتان خاصتان (وجود مكاتب خاصة يُعَد فريداً من نوعه في العالم في ذلك الوقت)، إحداهما مملوكة لدبلوماسي يدعى رابانو. تحتوي هذه المكتبات على نصوص دبلوماسية وقانونية واقتصادية وإدارية ومدرسية وأدبية ودينية.

### حفريات 1958
اكتشف عام 1958 مكتبة أخرى من الألواح لكنها بيعت في السوق السوداء ولم يتم استردادها على الفور.
توجد هذه الألواح حالياً في معهد التاريخ القديم والمسيحية في جامعة كليرمونت في كاليفورنيا.

### 1973 حفريات
في عام 1973، تم اكتشاف أرشيف يحتوي على حوالي 120 قرصاً أثناء عمليات تنقيب إنقاذية.

### 1994 حفريات
في عام 1994، تم اكتشاف أكثر من 300 لوح إضافي يعود تاريخها إلى نهاية العصر البرونزي المتأخر داخل مبنى حجري كبير.

## نصوص بارزة

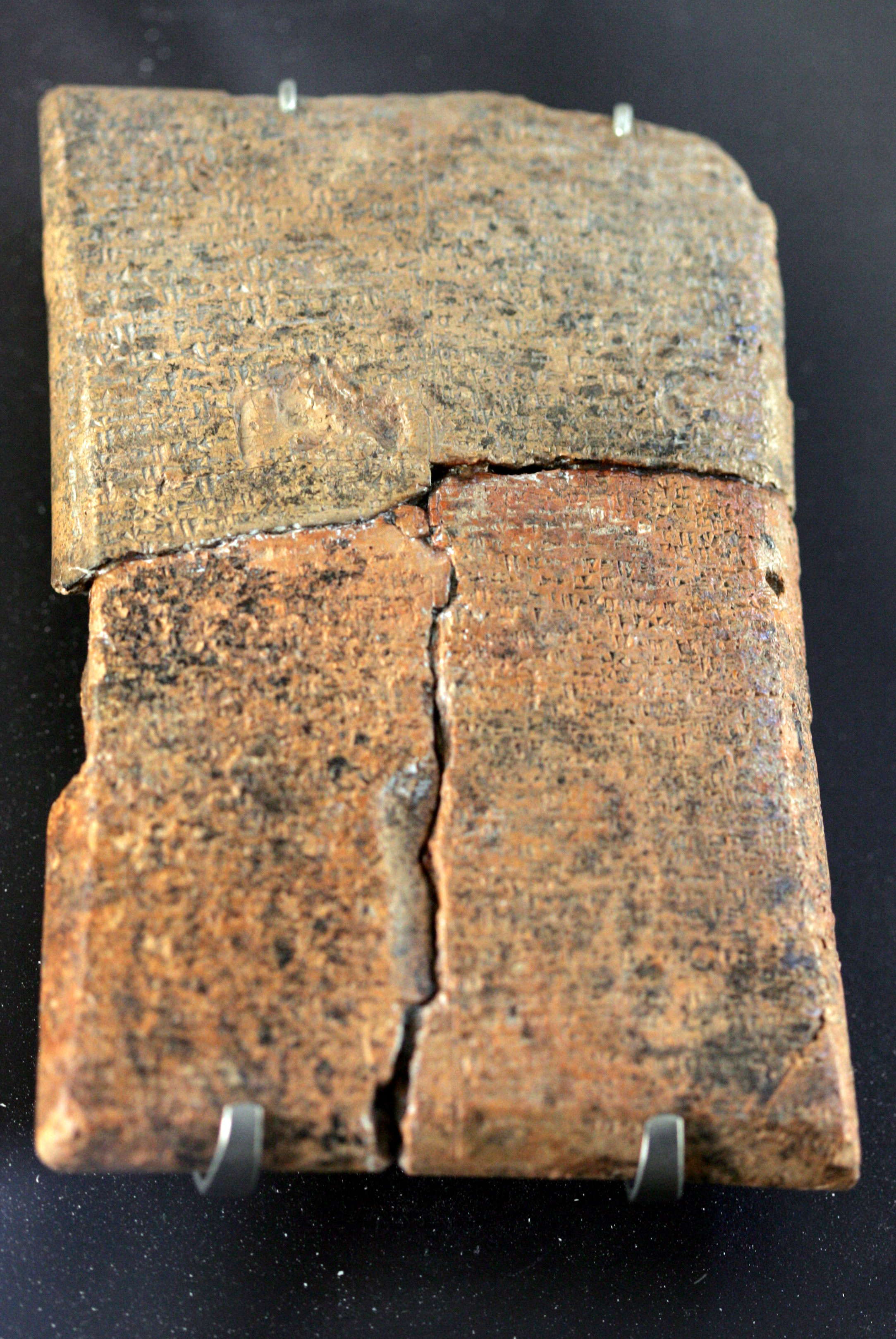
ملحمة دانيل في متحف اللوفر

تم العثور على ما يقرب من 1500 نص وقطعة حتى الآن، كلها مؤرخة في القرنين الثالث عشر والثاني عشر قبل الميلاد. أشهر نصوص أوغاريت هي حوالي خمسين قصيدة ملحمية .
إن من أهم الوثائق الأدبية تم العثور عليها من أوغاريت هي لوحة تحكي "دورة البعل"، تصف أساس دين وعبادة بعل الكنعاني
. النصان الآخران المشهوران بشكل خاص هما أسطورة كيريت وحكاية آخا.  تشتمل النصوص الأخرى على 150 لوحًا تصف عبادة الأوغاريت وطقوسها، و 100 رسالة مراسلة، وعدد قليل جدًا من النصوص القانونية ( تعتبر الأكادية هي اللغة المعاصرة للقاون) ، ومئات النصوص الإدارية أو الاقتصادية.
تم استخدام الألواح من قبل علماء الكتاب المقدس العبري لتوضيح النصوص العبرية التوراتية وكشفت الطرق التي وجدت بها ثقافات إسرائيل ويهودا القديمة أوجه تشابه مع الثقافات المجاورة. تكشف الألواح عن أوجه تشابه مع الممارسات الإسرائيلية الموصوفة في الكتاب المقدس. على سبيل المثال، كان زواج ليفرات، وإعطاء الابن الأكبر حصة أكبر من الميراث، وفداء الابن البكر من الممارسات الشائعة لدى سكان أوغاريت أيضًا.
من ضمن النصوص التي تم العثور عليها لوحة تعد الأقدم من نوعها تحتوي على أول أبجدية صوتية مكتوبة بالخط المسماري بنفس ترتيب الأحرف الفينيقية ونفس أسماء الحروف.

## موارد
- Manfried Dietrich؛ Oswald Loretz؛ Joaquín Sanmartín (1995). The Cuneiform alphabetic texts: from Ugarit, Ras Ibn Hani and other places ("CAT"). Ugarit-Verlag. مؤرشف من الأصل في 2021-04-27. – the second edition (and the first in English) of the standard collection of Ugaritic texts[2]
- Manfried Dietrich (1976). Die keilalphabetischen Texte aus Ugarit: einschließlich der keilalphabetischen Texte außerhalb Ugarits ("KTU"). Butzon & Bercker. مؤرشف من الأصل في 2021-04-28. – the first edition of the standard collection of Ugaritic texts[2]
- Huehnergard، John (2012). An Introduction to Ugaritic. Hendrickson Publishers. ISBN:978-1-59856-820-2. مؤرشف من الأصل في 2021-04-27.
- Schniedewind، William؛ Hunt، Joel H. (2007). A Primer on Ugaritic: Language, Culture and Literature. Cambridge University Press. ISBN:978-1-139-46698-1. مؤرشف من الأصل في 2020-03-09.